# 2020年德国哈瑙枪击案
2020年德國哈瑙枪击案是2020年2月19日晚上10点左右，在德国黑森州哈瑙发生的两起连续大规模枪击事件。在枪击事件中，包括肇事者在内的十一人身亡，另有五人受伤。除了兇手與其母外，罹難者有皆具有移民背景，其中五名為土耳其人。槍擊發生在哈瑙两家水煙吧，而這兩家水煙吧是库尔德人经常光顾的地方。枪手托比亞斯·拉特延（Tobias Rathjen）最後被发现在家中自殺身亡，其母親也一同被殺。

## 襲擊者
槍手被證實為43歲的托比亞斯·拉特延（Tobias Rathjen），他是極右翼極端分子和新納粹分子。他在襲擊前在個人網站上發佈发布視頻，他說他是一個非自願獨身者，並且仇視外国人和厭惡女性，他主張要殺死來自中東，中亞和北非的人，並指他們是「不純潔的」。他提倡極端的優生學，並表示由於心理問題，他永遠無法與女人建立親密關係，這讓他感到沮喪。拉特延還指從出生起腦海中的聲音就在引導他，又指自己被秘密特工跟踪。
根據德國總檢察長彼得·弗蘭克（Peter Frank）的說法，拉特延在襲擊發生前三個月曾聯繫了德國當局，敦促政府對一個「用大腦來控制的世界秘密組織」採取行動，並呼籲當局與他接觸。當局當時沒有採取任何行動。

## 受害者
在這兩次槍擊事件中有9人遭到殺害，然而大多不是最近的移民，而是已經在德國定居幾個世代的人，一名庫德族裔的受害者從未去過祖先的居住地。其中5人有土耳其國籍，另有一名女性德國籍的辛提人、一名波士尼亞與赫塞哥維納人、一名保加利亞人以及一名羅馬尼亞人，罹難者中還包括其中一間酒吧的所有人。第一次槍擊導致3人喪生，第二次槍擊導致5人喪生，而第9名受害者於隔天在醫院不治身亡。攻擊者的母親在襲擊發生後也遭殺害。
另外在事件中有兩名土耳其裔德國人、一名阿富汗裔德國人和一名喀麥隆裔德國人受傷。

## 調查
德國联邦检察官将这次袭击视为恐怖主義行為，調查官员表示有证据显示枪手是极右翼极端分子，并且有仇外的跡象。黑森州內政部長彼得·博伊特 (Peter Beuth) 於2月20日表示，調查人員發現的一個網站表明槍擊事件與右翼政治運動有關。據報導，警方發現了一封信和供詞的視頻片段，並正在對其進行分析。

## 反應
由於槍擊事件，時任德國總理安格拉·默克爾取消了原定的前往哈雷的行程，並向遇難者家屬表示哀悼。歐洲議會主席大衛·薩索利也表示哀悼。由於事件中土耳其裔是槍擊事件的主要受害者， 土耳其政府因此將其描述為種族主義行動，並敦促立即展開調查。德國總統法蘭克-華特·史坦麥爾與他的妻子埃爾克·布登本德和黑森州部長兼總統沃爾克·布菲耶在其中一個槍擊地點參加了守夜活動。教皇方濟各通過梵蒂岡國務卿彼得羅·帕羅林樞機向在哈瑙槍擊事件中失去親人的家庭表示同情。
針對槍擊事件，英國將美國新納粹組織「核武之师」的英國分支「太陽戰爭師（Sonnenkrieg Division）」列為恐怖組織。
在襲擊一周年之際（2021年2月19日），德國多個城市舉行了大型追悼會和集會，以紀念遇難者，警告種族主義並要求採取進一步行動。總統法蘭克-華特·史坦麥爾出席了在哈瑙舉行的儀式，譴責仇恨和種族主義，同時承認情報機構的失誤。

## 另見
- 2004年科隆爆炸案
- 2016年慕尼黑槍擊案
- 2019年哈雷猶太教堂槍擊案